# روضة البير (الملاح)

تعديل مصدري - تعديل

روضة البير هي إحدى قرى عزلة الملاح بمديرية الملاح التابعة لمحافظة لحج، بلغ تعداد سكانها 46 نسمة حسب تعداد اليمن لعام 2004.